# Trận Canal du Nord
Trận Canal du Nord là một phần của chiến dịch tổng tấn công của quân đội phe Hiệp Ước nhằm vào các vị trí phòng ngự của quân đội Đức trên Mặt trận phía Tây trong cuộc Tổng tấn công Một trăm ngày thời Chiến tranh thế giới thứ nhất. Trận đánh đã diễn ra tại miền Nord-Pas-de-Calais của Pháp, dọc theo một khúc kênh Canal du Nord và ở vùng ngoại ô Cambrai từ ngày 27 tháng 9 cho đến ngày 1 tháng 10 năm 1918. Để ngăn ngừa nguy cơ quân Đức tập trung lực lượng dự bị của mình để chống lại một đợt tấn công duy nhất của khối Hiệp Ước, cuộc tấn công dọc theo kênh Canal du Nord đã được phát động như là một trong hàng loạt các cuộc tấn công liên tiếp của khối Hiệp Ước tại các vị trí riêng rẽ dọc theo Mặt trận phía Tây. Trận chiến Canal du Nord đã nổ ra một ngày sau Chiến dịch tấn công Meuse-Argonne, một ngày trước một chiến dịch tấn công tại khu vực Flanders thuộc Bỉ và hai ngày trước Trận kênh St. Quentin.
Vị trí tấn công nằm trực tiếp dọc theo ranh giới các tập đoàn quân số 1 và số 3 của Anh. Cả hai tập đoàn quân đều mang trọng trách tiếp tục bước tiến đã khởi đầu với trận chiến tuyến Drocourt-Quéant, trận Havrincourt và trận Epehy. Khi ấy, tập đoàn quân số 2 của Anh đang đã hoạt động trong một khuôn khổ mà theo đó nhiệm vụ chính của họ là dẫn đầu cuộc vượt kênh Canal du Nord và yểm trợ sườn phải của Tập đoàn quân số 3 của Anh trong khi cả hai tập đoàn quân đều tiến về Cambrai. Ngoài ra, Tập đoàn quân số 3 cũng mang trách nhiệm nắm giữ kênh Escaut (Scheldt) Canal làm bàn đạp để hỗ trợ Tập đoàn quân số 4 của Anh trong trận St. Quentin.
Cuộc tấn công đã mở màn vào ngày 27 tháng 9 năm 1918, theo sau một hàng rào pháo di động dày đặc. Ban đầu, đợt tấn công đã giành thắng lợi toàn diện: các sư đoàn số 1 và số 4 của Canada đã vượt kênh mà chỉ chịu thiệt hại nhẹ. Quân đội Canada thành công đến mức mà khi một sư đoàn Anh ở bên trái tiến công vào buổi trưa, họ đã vượt được kênh mà không vấp phải một sự kháng cự nào. Song, trong những ngày sau, hàng rào pháo di động của phe Hiệp Ước đã trở nên tản mác. Vào ngày 28 tháng 9, các tập đoàn quân số 1 và số 3 của Anh tiếp tục giành một số thắng lợi, trong đó Tập đoàn quân số 3 của Anh đã đến được vùng ngoại ô Cambrai. Chỉ trong vòng 2 ngày, 2 tập đoàn quân Anh đã tiến được 6 dặm Anh và cuộc kháng cự của quân Đức đã trở nên quyết liệt. Trong vài ngày hôm sau, phe Hiệp Ước tấn công với thắng lợi nhỏ, và người Anh đã chấm dứt chiến dịch vào ngày 1 tháng 10. Mặc dù đem lại thiệt hại nặng nề cho phe Hiệp Ước, song, chiến thắng Canal du Nord cùng với những chiến thắng khác của họ tại Mặt trận phía Tây và Chiến dịch Balkan đã khẳng định với giới chỉ huy quân sự Đức rằng phần thắng không thể thuộc về Đức.